# Владыка морей (телесериал)
«Владыка морей» (кор. 해신?, 海神?) — южнокорейский телесериал, снят по повести «Hae-sin» Чхве Ин Хо. рассказывает о событиях IX века в Корее в эпоху государства Объединённое Силла и об одном из военачальников и чиновников государства Чан Бого. Сериал транслировался на телеканале KBS2 с 24 ноября 2004 года по 25 мая 2005 года по средам и четвергам в 21:55 (UTC+9).

## Создание
Военачальник Чан Бого — реально существовавший человек, в середине IX века возглавлявший одно из соединений флота государства Объединённое Силла. Ему удалось искоренить пиратство в Жёлтом море. Главная морская база Чан Бого располагалась на острове Квандо в провинции Чолла-Намдо и называлась Чхонхэджин. Чан Бого в течение нескольких десятилетий поддерживал торговые отношения Силла с танским Китаем и хэйанской Японией. В 846 году в результате заговора Чан Бого был убит силланским генералом Хён Джангом.
Фильм снимался в уезде Вандо, в провинции Чолла-Намдо. Сериал был снят в течение восьми месяцев.

## Сюжет
Сюжет сериала рассказывает историю военачальника Чан Бого, который из рабов сумел подняться до командующего флотом государства Объединённое Силла. Он ведёт борьбу с пиратством в водах Южного моря, а также соперничает с госпожой Джами в торговле. Лучший друг Чан Бого, Ём Джанг, помогает ему завоевать прозвище «владыка морей». Однако соперничество друзей за любовь женщины по имени Чон Хва постепенно превращает Чан Бого и Хён Джанга в злейших врагов.

## В ролях
- Чхве Су Чжон — Чан Бого
- Чхэ Си Ра — госпожа Джами
- Сон Иль Гук — Ём Джанг
- Су Э — Чон Хва

Также в фильме снимались:
Ли Чжэ Ён, Пэ Су Бин, Кан Сон Пхиль, Чо Даль Хван, Ли Ён Хи, Ли Вон Чжон, Ё Хо Мин, Чхэ Чжон Ан, Ким А Джун, Рю Сон Хун, Пэк Сон Хён, Со Бом Сик, Чхэ Си Ра, Гиль Ён У, Пак Чон Хак, Ли Чон Гу, Ким Ха Ын, Чхве Су Чжон, Пак Ён Гю, Ким Хён Бом, Ким Гап Су, Ким Хын Су, Ли Чжи Ын.

## Прокат
Сериал был показан в восьми странах. Прибыль от показа кинофильма составила 1,8 миллионов долларов США.

## Награды и номинации
Премия телеканала KBS 2005 года:
- Высшая награда, актёру — Чхве Су Чжон
- Награда актрисе — Су Э
- Награда актёру — Сон Иль Гук
- Награда за популярность, актёру — Сон Иль Гук
- Награда лучшей паре — Сон Иль Гук и Су Э

Международная премия Эмми 2005 года:
- Лучший драматический сериал Азии, Африки и Восточного региона — Владыка морей

Сеульская международная драматическая премия 2006 года:
- Лучший драматический сериал — Владыка морей
- Лучший оператор — Ким Сын Хван